# Толстая, Евгения (танцовщица)
Евге́ния Толста́я (19 апреля 1986 года, Москва, СССР) — российская танцовщица.

## Биография
Родилась в Москве 19 апреля 1986 года. Мать — заместитель директора ателье, в будущем это облегчило ей жизнь, ведь костюмы можно было шить прямо там.
Начала тренироваться с 7 лет в студии бального танца на базе школы, не задумывалась о профессиональной биографии. Осознанное отношение к занятиям появилось у Евгении в 5 классе, после перехода девочки в более сильный коллектив.
В 2008 году Толстая окончила Российский государственный университет физической культуры, спорта и туризма.
В сентябре 2008 года начала карьеру, выступая в паре с Николаем Говоровым. Пара принимала участие в конкурсе «Осенняя звезда», Большом Екатерининском Бале, «Зимней Звезде», «Кубке Империи». На уровне любителей побеждала на чемпионатах РТС и становились вице-чемпионами мира. В 2010 году выиграла конкурс «Звезда Подмосковья», заняла 2-е место на Tica Tica Cup и 3-е — на Открытом чемпионате МОТЛ и «Кубке Дружбы».
В 2015 году Толстая и Говоров победили на чемпионате Европы по десяти танцам среди профессионалов. Уступили первенство лишь в джайве итальянской паре и в венском вальсе — россиянам. В остальных танцах показали лучшие результаты. В том же году стали пятыми в латино на английских соревнованиях Professional Rising Star Ballroom.
В 2016 году дуэт представил румбу на чемпионате Европы среди профессионалов.
Стали первыми в истории России чемпионами мира в 10 танцах среди профессионалов WDС.
В 2019 году пара получила награды из рук президента WDC Донни Бёрнса на ежегодной торжественной церемонии в Блэкпуле, приняла участие в чемпионате мира в Екатеринбурге, организованном Российским танцевальным союзом и правительством Свердловской области.
В 2021 году Евгения Толстая приняла участие в 12-м сезоне шоу «Танцы со звездами» на канале «Россия 1» в паре с рэпером Александром ST Степановым, дойдя до полуфинала.

## Личная жизнь
В 2014 году Евгения Толстая вышла замуж за партнёра Николая Говорова.

## Награды
- Чемпионат Европы по десяти танцам среди профессионалов[4].
- Чемпионы мира в 10 танцах среди Профессионалов WDС[4].